# Break 4 Love
Break 4 Love è una canzone scritta dal gruppo house Raze nel 1988 e riprodotta nel 2001 dal DJ austriaco Peter Rauhofer assieme ai Pet Shop Boys. Il brano venne accreditato al nome "Peter Rauhofer + Pet Shop Boys = The Collaboration".
Il singolo fu pubblicato esclusivamente negli Stati Uniti d'America, dove riscosse un enorme successo, tanto da conquistare la prima posizione della Hot Dance Club Play stilata dalla rivista statunitense Billboard. L'anno dopo i Pet Shop Boys inserirono Break 4 Love come b-side del loro singolo Home and Dry, primo estratto dell'ottavo album Release.

## Tracce
CD singolo (Stati Uniti – parte 1)
1. "Break 4 Love" (UK Radio Mix)
2. "Break 4 Love" (US Radio Mix)
3. "Break 4 Love" (Classic Radio Mix)
4. "Break 4 Love" (Friburn & Urik Tribal Mix)
5. "Break 4 Love" (USA Club Mix)
6. "Break 4 Love" (Mike Monday Kit Kat Dub)
7. "Break 4 Love" (Classic Club Mix)
8. "Break 4 Love" (Ralphie's Dub For Love)

CD singolo (Stati Uniti – parte 2)
1. "Break 4 Love" (Laroz & Amdursky Mix)
2. "Break 4 Love" (Friburn & Urik Hi-Pass Mix)
3. "Break 4 Love" (Michael Moog Club Mix)
4. "Break 4 Love" (Richard Morel's Pink Noize Club Mix)
5. "Break 4 Love" (Sunshi Moriwaki's 2 Step Remix)
6. "Break 4 Love" (Michael Moog Dub)

12" (Stati Uniti)
1. "Break 4 Love" (USA Club Mix)
2. "Break 4 Love" (Friburn & Urik Tribal Mix)
3. "Break 4 Love" (Mike Monday's Kit Kat Dub)
4. "Break 4 Love" (The Classic Mix)

## Classifiche
| Classifica (2001)      | Posizione massima |
| ---------------------- | ----------------- |
| US Hot Singles Sales   | 51                |
| US Hot Dance sales     | 6                 |
| US Hot Dance Club Play | 1                 |